# Opstigende knudes længde
Den opstigende knudes længde, eller mere kortfattet knudelængden, er den ene af de i alt seks baneparametre der bruges til entydigt at beskrive en elliptisk omløbsbane, f.eks. banen for et rumfartøj eller Månen i kredsløb om Jorden. Den opstigende knudes længde, benævnt Ω ("store omega"), er vinklen mellem knudelinjen og retningen til et veldefineret referencepunkt — for objekter i vores eget solsystem der har baner nær ved ekliptikas plan bruger man typisk forårspunktet i stjernebilledet Vædderen. Vinklen måles fra referenceretningen, og til retningen for den opstigende knude.
På illustrationen til højre kredser et lille himmellegeme (eller et rumfartøj) A omkring det større legeme B: Det lille legemes baneplan D hælder i forhold til et referenceplan C, som enten kan være ekliptikas plan, eller det større legemes ækvatorplan, så i knudelinjen (den grønne streg) skærer referenceplanet og baneplanet hinanden. Den opstigende knudes længde er markeret ved den buede pil og bogstavet Ω, mellem referenceretningen og retningen til den opstigende knude E.

## Sædvanlige omløbsbaner
Den opstigende knudes længde Ω beregnes således:
Hvis {\displaystyle n_{y}>0} bruges formlen {\displaystyle \Omega =\arccos {{n_{x}} \over {\mathbf {\left|n\right|} }}}
Hvis {\displaystyle n_{y}<0} bruges formlen {\displaystyle \Omega =2\pi -\arccos {{n_{x}} \over {\mathbf {\left|n\right|} }}}
hvor {\displaystyle n_{x}\,} og {\displaystyle n_{y}\,} er hhv. x- og y-komponenterne i vektoren hen mod den opstigende knude.

## Ækvatoriale omløbsbaner
Hvis man bruger det store himmellegemes ækvator som referenceplan for baneparametrene, og banehældningen for en omløbsbane er nul, falder baneplanet sammen med ækvatorplanet: I den situation er den opstigende knudes længde ikke defineret, for der er jo ikke noget entydigt sted hvor baneplanet og referenceplanet skærer hinanden. For sådanne omløbsbaner angives den opstigende knudes længde Ω til nul.